# Назаров, Леонид Фёдорович
Леонид Фёдорович Назаров — конструктор ОКБ А. И. Микояна, разработчик крылатых ракет, лауреат Ленинской премии 1964 года.
Родился приблизительно в 1915 году в Тверской губернии. Вскоре их семья переехала сначала в Петроград, а потом в Москву, где его отец Фёдор Маркович Назаров в 1930-е годы работал главным инженером авиамоторного ремонтного завода.
Окончил МАИ.
Работал в ОКБ А. И. Микояна.
С 1945 года — конструктор винтомоторной группы истребителя И-250. В 1950-е годы — начальник отдела общих видов. С 1954 года руководитель бригады «Б» ракетной техники.
Руководил работой, благодаря которой были запущены в серийное производство и приняты на вооружение дальней авиации крылатая ракета КС-1 класса «воздух-поверхность», сверхзвуковая противокорабельная ракета К-10, первая боевая авиационная крылатая ракета КСР-2 с ЖРД, сверхзвуковая противокорабельная ракета К-10С и стратегическая сверхзвуковая ракета Х-20.
Ленинская премия 1964 года — за разработку ракетоносных систем К-10, К-11, К-16 и К-20, способных поражать точечные подвижные морские и наземные цели, а также радиолокационные станции ПВО и ПРО с больших расстояний.
Награждён орденом «Знак Почёта» (16.09.1945).